# Perfekt im Deutschen
Als Perfekt (lateinisch [tempus] [praeteritum] perfectum ‚vollendete Zeitform‘), auch vollendete Gegenwart (Praesens perfectum)
oder Vorgegenwart, in neueren Grammatiken auch Präsensperfekt genannt, wird in der deutschen Grammatik ein Tempus eines Verbs bezeichnet, das vollendete Handlungen und Vorgänge ausdrückt. Als Vorzeitigkeitstempus drückt es im Verhältnis zum Präsens das zuvor Geschehene aus. In den deutschen Dialekten südlich des Mains und zunehmend in der Umgangssprache überhaupt, so auch in Film und Fernsehen, dient es als Ersatzform für das Präteritum, um generell abgeschlossene Handlungen auszudrücken. Es wird deshalb auch zweite Vergangenheit (kurz „2. Vergangenheit“) genannt.
Im Gegensatz zur deutschen Sprache drückt im Lateinischen das Perfekt als temporales Perfekt Handlungen der Vergangenheit aus und dient dabei als Erzähltempus. In anderen indogermanischen Sprachen entsprechen als Perfekt bezeichnete Verbformen allerdings als Verbalaspekt ähnlich wie das deutsche Perfekt dem perfektischen Aspekt (Resultativ).

## Bildung des Perfekts im Deutschen
Das deutsche Perfekt wird analytisch gebildet, es ist eine zusammengesetzte Verbform aus der Personalform der Hilfsverben „haben“ oder „sein“ und dem aussagenden Verb. Das Hilfsverb wird im Präsens konjugiert. Das aussagende Verb steht in der Regel im Partizip II und ist daher in jeder Person gleich. Bei Modalverben wird es jedoch im Infinitiv gebraucht.

### Perfekt mit „haben“ oder „sein“
Im Deutschen wird das Perfekt der überwiegenden Anzahl von Verben mit dem Hilfsverb „haben“ gebildet, unter anderem bei allen transitiven Verben im Aktiv sowie bei reflexiven bzw. reflexiv gebrauchten Verben.
Mit dem Hilfsverb „sein“ wird das Perfekt einer Gruppe von intransitiven oder intransitiv benutzten Verben gebildet, die eine Ortsänderung („von A nach B“: kommen, gehen, fahren, springen …) ausdrücken. Diese Verben werden als Bewegungsverben bezeichnet. Beispiel: „Ich bin mit dem Auto gefahren“ – aber: „Ich habe dich gefahren.“ Auch eine Gruppe von Verben, die eine Zustandsänderung (Übergang von einem Zustand in einen anderen) ausdrücken (aufwachen, sterben, verwelken), bilden das Perfekt mit „sein“. Außerdem bilden die Verben sein, werden und bleiben das Perfekt mit „sein“. Bei den transitiven Verben im Passiv wird das Perfekt ebenfalls mit „sein“ in Verbindung mit der Partizipform „worden“ gebildet.
Regionale Unterschiede gibt es bei der Bildung des Perfekts von Verben der Position (stehen, sitzen, liegen etc.) – im nördlichen Teil Deutschlands mit „haben“ gebildet, in Österreich, der Schweiz und weiten Teilen Süddeutschlands jedoch mit „sein“ (ich bin gestanden, er ist gesessen). Beides gilt als korrekt. Für übertragene Wortbedeutungen („er hat gesessen“ = „er war im Gefängnis“) werden die Formen mit „haben“ im süddeutschen Sprachraum jedoch manchmal ebenfalls benutzt.

### Beispiele für die Konjugation

#### „arbeiten“ (Aktiv)
- ich habe gearbeitet = vor fünf Minuten habe ich gearbeitet
- du hast gearbeitet = vor fünf Minuten hast du gearbeitet
- er/sie/es hat gearbeitet = vor fünf Minuten hat er/sie/es gearbeitet
- wir haben gearbeitet = vor fünf Minuten haben wir gearbeitet
- ihr habt gearbeitet = vor fünf Minuten habt ihr gearbeitet
- sie haben gearbeitet = vor fünf Minuten haben sie gearbeitet
- Infinitiv Perfekt Aktiv: gearbeitet haben

#### „gesucht werden“ (Passiv)
- ich bin gesucht worden
- du bist gesucht worden
- er/sie/es ist gesucht worden
- wir sind gesucht worden
- ihr seid gesucht worden
- sie sind gesucht worden
- Infinitiv Perfekt Passiv: gesucht worden sein

#### „gehen“ (Aktiv)
- ich bin gegangen = vor fünf Minuten bin ich gegangen
- du bist gegangen = vor fünf Minuten bist du gegangen
- er/sie/es ist gegangen = vor fünf Minuten ist er/sie/es gegangen
- wir sind gegangen = vor fünf Minuten sind wir gegangen
- ihr seid gegangen = vor fünf Minuten seid ihr gegangen
- sie sind gegangen = vor fünf Minuten sind sie gegangen
- Infinitiv Perfekt: gegangen sein

## Funktion und Gebrauch des Perfekts im Deutschen
Die Perfektform wird im Deutschen in unterschiedlicher Bedeutung verwendet:
- als Vorzeitigkeitstempus im Verhältnis zum Präsens (Präsensperfekt);
- als Erzähl- oder Berichtsmodus eines abgeschlossenen Geschehens (statt des Präteritums);

### Das Perfekt als Tempus der gegenwartsbezogenen Vergangenheit (Präsensperfekt)
Das Perfekt wird für Sachverhalte verwendet, die (relativ zur Betrachtzeit) in der Vergangenheit abgeschlossen wurden, deren Ergebnis oder Folge aber gegenwärtig besteht. Der Gegenwartsbezug in den folgenden Beispielen unterscheidet das Perfekt vom Präteritum.
- Beispiele:
  - Der Kläger hat den Antrag … gestellt. (Der Antrag des Klägers liegt derzeit vor.)
  - Die Kollegin hat sich beim Skifahren ein Bein gebrochen. (Die Kollegin hat derzeit ein gebrochenes Bein.)
  - Es hat geregnet. (Die Wiese ist derzeit nass.)
  - Ich habe schon gegessen. (Ich bin satt.)
  - Letztlich hat er doch seinen Weg im Leben gefunden. (Er beschreitet jenen Weg derzeit.)
  - Der liebe Herr Nachbar hat immer noch nicht aufgehört, Krach zu machen. (Er macht derzeit noch Krach.)

Die Duden-Grammatik spricht von Präsensperfekt.
Da das Präsens im Deutschen auch zum Ausdruck zukünftiger Sachverhalte benutzt werden kann, ergibt sich, dass der Bezug eines Präsensperfekts ebenfalls in die Zukunft verschoben sein kann. Die Konstruktion ist dann gleichbedeutend mit einem Futur II, d. h. bezeichnet eine Situation, die zu einem bestimmten zukünftigen Zeitpunkt als abgeschlossen dargestellt wird:
- Beispiele:
  - In zwei Monaten macht sie ihre letzte Prüfung = „In zwei Monaten wird sie ihre letzte Prüfung machen“

und entsprechend:
- In zwei Monaten hat sie ihre letzte Prüfung gemacht = „In zwei Monaten wird sie ihre letzte Prüfung gemacht haben“

In derselben Weise erklärt sich das Plusquamperfekt als eine Verschiebung der betrachteten Zeit in die Vergangenheit, ausgedrückt durch die Vergangenheitsform des Hilfsverbs haben bzw. sein. Von diesem Zeitpunkt aus wird dann eine Situation als noch früher abgeschlossen dargestellt:
- Beispiele
  - Vor zwei Monaten hat sie ihre letzte Prüfung gemacht (Rückblick von der Gegenwart aus)
  - Zwei Monate zuvor hatte sie ihre letzte Prüfung gemacht (Rückblick von einem vergangenen Zeitpunkt aus).

Die Verwendung des Perfekts als sogenanntes „Präsensperfekt“ ist daher kein  deiktisches Tempus, das an den Zeitpunkt der Sprecheräußerung geknüpft ist, sondern eine relative Zeitangabe, die eher als Aspekt zu klassifizieren ist, da dieser seinerseits noch in verschiedener Weise mit der Sprechzeit in Beziehung gesetzt wird.

### Das Perfekt als Vergangenheitstempus (im Mündlichen/Dialektalen)
Das Perfekt stellt im gesprochenen Deutsch die herrschende Verbform für die Beschreibung von Vergangenem dar, z. B. im Satz „Letztes Jahr habe ich viel an Hustenanfällen gelitten“. Im Schweizerdeutschen und anderen oberdeutschen sowie einigen westmitteldeutschen Dialekten gibt es aufgrund des oberdeutschen Präteritumschwundes fast oder überhaupt keine Formen für das Präteritum. Das Perfekt wird hier grundsätzlich als Ersatz für das Präteritum verwendet. Die Grenze dieses Sprachphänomens lässt sich dabei teilweise sehr exakt bestimmen; sie folgt teilweise der Mainlinie und verläuft von Hof im Osten bis nach Aachen im Westen. Diese Entwicklung ist im Süden des deutschen Sprachraums bereits im 16./17. Jahrhundert eingetreten und wird unter anderem auf den Ausfall des /e/ (Apokope) am Ende der Präteritumformen regulärer Verben zurückgeführt: Eindeutiger als er sagt und er sagte erschien die Form er hat gesagt.

## Geschichte
In historischer Sicht steht die Ausbreitung und Ausbildung des deutschen Perfekts im 14. und 15. Jahrhundert im Zusammenhang mit dem Rückgang der finiten Form mit präfigiertem ge- und der aspektuellen Opposition (vgl. lexikalisiert noch heute frieren versus gefrieren). „Sein“ stand zunächst bei intransitiven Verben perfekter Aktionsart und diente ursprünglich zur präsentischen Bezeichnung des Resultats eines vergangenen Vorgangs, etwa er ist gefallen = ‚er liegt am Boden‘, oder er ist gefahren = ‚er ist da‘. Im Gegensatz hierzu hatte das Perfekt mit „haben“ bei transitiven Verben ursprünglich eine passive Bedeutung, etwa ich habe das Buch gefunden = ‚ich habe das Buch als ein gefundenes‘. Im Laufe der Zeit wurden diese Konstruktionen zunehmend zeitlich gedeutet und die Verwendung der beiden Hilfswörter lexikalisiert, wobei eine gewisse Verschiebung von „haben“ zu „sein“ stattfand.